# 常福寺 (埼玉県美里町)
常福寺（じょうふくじ）は、埼玉県児玉郡美里町にある真言宗智山派の寺院。

## 歴史
天平年間（729年 - 749年）、石前の開基である。その後、平安時代前期に弘法大師空海の弟子の空興のよって真言宗の寺院として再興された。空興は旱魃に苦しむ人々を救うため、「摩訶池」というため池を築造したという。
1579年（天正7年）、武田氏と後北条氏の戦いにより全焼した。江戸時代初期に元暁により再再興された。幕府から寺領10石が与えられた。そして真言宗の「常法談林」が置かれ、20余りの末寺を擁していた。

## 交通アクセス
- 松久駅より徒歩34分。